# Кудзи
Кудзи (яп. 久慈市 Кудзи-си) — город в Японии, находящийся в префектуре Иватэ. Площадь города составляет 623,14 км², население — 35 504 человека (1 августа 2014), плотность населения — 56,98 чел./км².

## Географическое положение
Город расположен на острове Хонсю в префектуре Иватэ региона Тохоку. С ним граничат посёлки Курумай, Хироно, Иваидзуми, Кудзумаки и сёла Кунохе, Нода.

## Население
Население города составляет 35 504 человека (1 августа 2014), а плотность — 56,98 чел./км². Изменение численности населения с 1980 по 2005 годы:
| 1980 | 43 683 чел. |  |
| 1985 | 43 402 чел. |  |
| 1990 | 42 758 чел. |  |
| 1995 | 41 225 чел. |  |
| 2000 | 40 178 чел. |  |
| 2005 | 39 141 чел. |  |

## Города-побратимы
- Клайпеда (лит. Klaipėda), Литва (с 1989 г.)